# 戦後沖縄の政党一覧
戦後沖縄の政党一覧（せんごおきなわのせいとういちらん）では、戦後の沖縄県に存在した、または現存する政党の一覧を示す。アメリカの施政権下時代の、鹿児島県大島郡（奄美群島及びトカラ列島、上三島を除く）を含む。

## 奄美群島の政党
- 奄美共産党
1947年（昭和22年）に日本共産党の徳田球一の指令に基づき、奄美群島在住の共産主義者によって結成された。この党は非合法政党で、後に結成される社会民主党はこの党の合法部門政党である。党綱領として、当初「奄美人民共和国の樹立」などを掲げたが、住民や本土における出身者の意向を汲み、日本復帰へと党方針を変更した。1950年（昭和25年）、「奄美大島社会民主党」を結成した。
- 奄美大島社会民主党→琉球人民党→日本共産党
1950年（昭和25年）に結成された左翼政党で、実質的な奄美共産党の合法部門である。党綱領として、「民主主義の実現」「生活共同体を建設して住民の安定と向上を図る」「米軍政府に協力して、反民主勢力を排除する」を掲げた。その後、沖縄本島の沖縄人民党と合同した。

## 沖縄諸島の政党
- 沖縄社会党(第一次)・琉球社会党→社会党
沖縄社会党は1947年（昭和22年）9月に美里村（現在の沖縄市）で大宜味朝徳が中心となって、琉球社会党は10月に首里市（現在の那覇市）で兼島信栄が中心となって、それぞれ結成された。琉球社会党結党後の1週間後に両党は合併し、社会党となる。アメリカによる信託統治を支持し、「アメリカの世界政策の支持」「防共の強化」といった親米路線に立っていたものの、党首となった大宜味のワンマン体質から党勢が伸び悩み、振るわなかった。
- 沖縄民主同盟
1947年（昭和22年）に沖縄諮詢会委員だった仲宗根源和が中心になって結成された。当時の沖縄本島における主要政党の一つであった。有力政治家が数多く集まり、かなり幅広い組織であった（成文化した綱領を持たなかった。）。沖縄群島知事選挙では、松岡政保候補を推したが敗退した。その後、1950年（昭和25年）に共和党に合流した。
- 沖縄人民党
1947年（昭和22年）に結成された左翼政党。「民主政治の確立」「公益事業の公営化」「人権の尊重」「世界平和の確立」を掲げた。1949年（昭和24年）を境にアメリカ統治への批判を高めるようになった。1952年（昭和27年）に奄美群島の社会民主党と合流した。
- 共和党
1950年（昭和25年）に沖縄群島知事候補だった松岡政保派の支持者と沖縄民主同盟の支持者によって結成された。当時の沖縄群島議会において、社会大衆党に次ぐ第二党であった。沖縄諸島の帰属については「独立論」を掲げていた。1952年（昭和27年）に解散した。

## 宮古諸島の政党
- 宮古社会党
1947年（昭和22年）に結成された。党綱領として、「アメリカ合衆国に帰属し、沖縄州（アメリカ合衆国のStateとして）の実現を期す」「民主主義の確立」「資本主義と社会主義を併用した政策の実施」を掲げた。1949年（昭和24年）に当時の党委員長が軍命令違反に問われて公職追放されたことがきっかけで解散した。
- 宮古民主党
1946年（昭和21年）に弁護士の下地敏之が中心になって結成された。党綱領として、「民主主義の体制確立」「資本主義の社会化」「人権の保障｣「労働条件の改革」「産業の機械合理化」「生活必需品の管理」「教育民主化」を掲げた。1950年（昭和25年）に解散した。
- 宮古青年党
1947年（昭和22年）に宮古民政府の人事に不満を持つ青年層が主体となって結成された。「人民の人民による人民のための完全なる政治の実現」「ユートピア宮古の建設」「金権政治の打破」を掲げた。1948年（昭和23年）に解散した。
- 宮古自由党
宮古民政府の与党として結成された。「民主政治の確立と世界人としての自由の主張」「社会政策を基調とした自由主義経済の確立」「産業合理化と振興」「文化水準の向上」を掲げた。1952年（昭和27年）に沖縄社会大衆党に合流した。
- 宮古革新党
1951年（昭和26年）に宮古民主党に対抗するために結成された。党綱領として、「民主主義政治の確立」「自由経済のための総合計画の作成」「民生の安定」「民主教育の徹底と文化向上」「税制改革による財政健全化」を掲げた。1952年（昭和27年）に琉球民主党に合流した。

## 八重山諸島の政党
- 八重山農本党
1946年（昭和21年）に農本主義を掲げて結成された。「配給物資の公平な配布」「旧日本軍に接収された土地の返還要求」「物価高騰の元凶である仲買人の排除」を掲げていた。しかし、党総裁が独断で八重山民主党に参加したことから、党内対立が激化し、1948年（昭和23年）に解散した。
- 八重山労働党
1946年（昭和21年）に結成された。元軍人への糾弾や物資を隠匿した商人や配給物資を横領した官吏への追求を行ったが、摘発によって得た隠匿物資をめぐって内紛が起き自滅した。
- 八重山民主党
1948年（昭和23年）に八重山民政府知事の吉野高善が、自分の与党を形成するために結成された。八重山農本党の大部分も合流した。「民主主義を基調とする政治の確立」「住民福祉の増進」を目標とした。1952年（昭和27年）に琉球民主党に合流した。
- 八重山人民党→八重山自由党
1948年（昭和23年）に初代八重山支庁長で元八重山自治会長だった宮良長詳が中心となって結成された。八重山民政府において野党的役割をはたし、与党の八重山民主党と対立した。そのためアメリカ軍当局ににらまれて、家宅捜索されるなどの弾圧を受けた。1950年（昭和25年）に「八重山自由党」と改称した。

## 全域の政党
- 琉球民主党→沖縄自由民主党→民主党→沖縄自由民主党→自由民主党
アメリカ統治下における保守政党である。行政主席の比嘉秀平が中心になってできた「琉球民主党」から始まる。1956年（昭和31年）の比嘉秀平主席の急死がきっかけで一時分裂したが、1959年（昭和34年）に再合流して「沖縄自由民主党」となった。しかし大田政作主席（党総裁）の対米姿勢から派閥抗争が激化、西銘順治那覇市長ら反主流派が脱党し、民政クラブ→沖縄自由党を結成した。その後、松岡政保主席の時代になって、保守合同の機運が高まり1964年（昭和39年）に「沖縄民主党」となった。1967年（昭和42年）に本土の自由民主党に合わせて「沖縄自由民主党」と改称し、1970年（昭和45年）に「自由民主党沖縄県支部連合会」になった。
- 民政クラブ（院内会派）→沖縄自由党
1964年（昭和39年）6月に与党・沖縄自由民主党の反主流派が脱党して、院内会派「民政クラブ」を結成した。その後、同年10月に「沖縄自由党」を結成したが、12月に再合同した。
- 沖縄社会大衆党
1950年（昭和25年）、平良辰雄、兼次佐一らが設立。あらゆる階層の利益を代表する大衆政党として結成された。琉球政府成立以降は、米国民政府への対応や人民党との共闘をめぐって、度々路線対立が起きた。復帰後も地域政党として存続の道を歩むことになった。
- 沖縄社会党(第二次)→日本社会党→社会民主党
沖縄社会大衆党の内紛がきっかけで、1958年（昭和33年）に結成された。社会大衆党とは異なり、当初から階級政党としての路線を鮮明にし、日本社会党の支部的性格をもっていた。1962年（昭和37年）に「日本社会党沖縄県本部」になった。
- 琉球人民党→沖縄人民党→日本共産党
1952年（昭和27年）に、沖縄人民党と奄美大島社会民主党が合流して結成された。「琉球人民解放運動」に挺身することを宣言した。1953年（昭和28年）の奄美群島の日本復帰に伴い、大島地方委員会が日本共産党に合流したため、「沖縄人民党」と改称した。復帰後の1973年に日本共産党に合流、「日本共産党沖縄県委員会」となった。
- 琉球国民党
1958年（昭和33年）に大宜味朝徳によって結成された。党是として「反共」を掲げたほか、日本復帰に反対して「琉球独立」を訴えた。しかし、大宜味自身のワンマン体質が嫌われ、ほとんど支持が得られず、大宜味の死後に自然消滅した。
- 琉球独立党→かりゆしクラブ
元大衆金融公庫総裁の崎間敏勝ら、初期の琉球政府幹部が中心になって結成された。1971年（昭和46年）の第9回参議院議員通常選挙において、「沖縄の自主独立」を訴えたが、支持が得られず、ほどなく休眠状態になった。
2005年（平成17年）になって、活動を再開した。いわゆる「反米左翼」とは一線を画して活動している。
- 世界経済共同体党
又吉イエスこと又吉光雄が、1997年（平成9年）に「全ての人々が公平・平等に幸福になれる、農林漁業中心の経済体系の構築」を目的とする「世界経済共同体」を目指すために設立した。2003年（平成15年）11月に東京都に移転。
- そうぞう
自民党を離党した衆議院議員・下地幹郎が2005年（平成17年）に結成し、代表を務める保守系地域政党。沖縄県下の複数の地方議会に会派が結成されている。
- シーサー党